# Смирново (Калининградская область)
Смирново (до 1938 — Киаутен (нем. Kiauten), до 1946 — Целльмюле (нем. Zellmühle)) — село в Озёрском городском округе Калининградской области. Входит в состав Гавриловского сельского поселения.

## География
Располагается вблизи Красного леса на юго-востоке области, в 19 км восточнее Озёрска.

## История
Деревня прусского происхождения. В 1525—1736 годах входила в герцогство Пруссия, с 1736 по 1818 год в составе Литвы, в 1818—1871 годах часть Восточной Пруссии, с 1871 по 1918 год в Германской империи, в 1918—1933 годах в Веймарской республике, с 1933 по 1945 годы в Третьем Рейхе в графстве Голдап. С 7 апреля 1946 года по 6 сентября в Даркеменском районе, с 1947 по 1993 годы в Гавриловском сельсовете, с 2008 года Гавриловском сельском поселении Озерского района.
Недалеко от деревни с XVI по XIX века работал чугунолитейный завод. К 1709—1711 годам в селе и районе жили почти исключительно литовцы. В 1734 году была построена водяная мельница и завод по производству бумаги. В XIX веке на смену воде пришли паровые машины, и на фабрике работали около 200 человек. После Второй мировой войны мельница, особняк и остальное было снесено.

## Население
| 1910 | 1933 | 1939 | 2002 | 2010 |
| ---- | ---- | ---- | ---- | ---- |
| 168  | ↗495 | ↗607 | ↘47  | ↗51  |